# Klotar I.
Klotar I.  (497. – 561.), kralj Franaka 558. – 561. godine.
Ovaj sin Klodviga I. je u građanskom ratu koji traje 48 godina uspješno eliminirao svu svoju braću i njihovu djecu kako bi ponovno ostvario jedinstvo Franačke države narušeno očevom odlukom o državnoj podjeli. Osim ratova u samoj Francuskoj poduzimao je vojne pohode u Burgundiji i Saskoj. 
Poslije vladavine od samo tri godine podijelio je ponovno teško stečeno državno jedinstvo među svojim sinovima koji ubrzo započinju novi građanski rat za vrhovnu vlast. Te bitke će trajati sljedeće 52. godine do finalne pobjede Klotara II.

## Poveznice
- Popis franačkih kraljeva